# Alyson Stoner
Alyson Rae Stoner (Toledo, Ohio, 11 de agosto de 1993) es une cantante, actriz, bailarina, publicista y actriz de voz estadounidense.
Es conocide por prestar su voz al personaje de Isabella en la serie Phineas y Ferb de Disney Channel, por su papel en la película de comedia Cheaper by the Dozen y Cheaper By the Dozen 2, por su papel en la película de Disney Channel Camp Rock, y por sus papeles en las películas Step Up,Step Up 3D y Step Up: All In. También es reconocide por su papel de Wendy, una niña exploradora, en la serie Drake & Josh.y por su participación en varios videos musicales de la artista rapera Missy Eliot.
Actualmente se reconoce como una persona no binaria.

## Carrera
Stoner empezó su carrera en actuación en 2002 en un programa de Disney Channel, Mike's Super Short Show, el cual duraba 4 minutos y trataba de explicar los estrenos de DVD y cine del momento. Después de ensayar coreografías en Los Ángeles, Stoner apareció en los videos musicales de Missy Elliott "Work It", "Gossip Folks" y "I'm Really Hot". En ese mismo año salió en algunas actuaciones de Missy convirtiéndose así en la pequeña bailarina de Missy Elliott. En el año 2003 protagonizó a la traviesa Sarah Baker en la película taquillera Cheaper by the Dozen.
Hizo de modelo para la campaña publicitaria de la marca J. C. Penney's en el año 2004 y 2005, junto con Adam G. Sevani y Boo Boo Stewart[cita requerida]. En el 2005 volvió a interpretar a Sarah Baker en Cheaper By the Dozen 2 junto con su amigo Taylor Lautner. Luego actuó como hermana pequeña de Channing Tatum en la primera película de Step Up (2006), realizando así uno de sus sueños de interpretar un papel en una película de baile.
También apareció en la serie Drake & Josh, como una de las niñas exploradoras del campamento de Megan. En su papel, era la fan número uno de Drake, de quien estaba enamorada y obsesionada.
En 2008 interpretó a Caitlyn Gellar en el musical de Disney Channel Camp Rock, junto a los Jonas Brothers y Demi Lovato. En noviembre de ese mismo año, grabó un videoclip en tributo a la canción “Thriller” de Michael Jackson por su 25 aniversario, en el que de nuevo contó con la participación de Adam G. Sevani. En el 2010 repite sus papeles como Camille Gage en Step Up 3D nuevamente con Adam G. Sevani (como Moose) y en el musical de Disney Channel Camp Rock 2 como Caitlyn Gellar.
A mediados de 2008 grabó su canción "Dancing in the Moonlight". En agosto de 2010 empezó una larga gira por Estados Unidos, parte de Centroamérica y Sudamérica, del musical Camp Rock y Camp Rock 2 que acabó a principios de diciembre.
En 2012 lanzó su EP debut We & Me con canciones como «Here We Go»,«Bad Girl», «Flying Forward», entre otras.
En 2014 apareció en un capítulo de la serie de crímenes Major Crimes en el sexto episodio de la tercera temporada, en el papel de Bug.
En agosto de 2014 protagoniza Adam G. Sevani, Step Up: All In, como Camille, en esta ocasión pareja formal de Moose, convirtiéndose en la primera pareja de la saga que repite su papel.

## Baile
Después de aparecer en los videos musicales de Missy Elliott "Work It", "Gossip Folks" y "I'm Really Hot" participó en los videos musicales de Lil' Bow Wow, "Take ya Home"; Eminem, "Just Lose It"; y en el video de Kumbia Kings "No Tengo Dinero". También fue una bailarine de respaldo para OutKast en el 2004. Stoner también fue integrante de un grupo de baile llamado JammXKids entre 2003 y 2006. Dejó el grupo a principios de 2006 debido al poco tiempo disponible que tenía, pero siguió trabajando con algunos de sus compañeros en diferentes puestos de trabajo. Fue de los bailarines en las características especiales del DVD El espantatiburones. Más adelante, Stoner enseñó hip hop en el Millennium Dance Complex.

## Filmografía

### Cine
| Año  | Título                                           | Rol                           | Notas            |
| ---- | ------------------------------------------------ | ----------------------------- | ---------------- |
| 1994 | Pompoko                                          | Voces adicionales             |                  |
| 2003 | Cheaper by the Dozen                             | Sarah Baker                   | Papel principal  |
| 2004 | Garfield: la película                            | Rata pequeña (voz)            | Moose (voz)      |
| 2005 | Cheaper by the Dozen 2                           | Sarah Baker                   | Papel principal  |
| 2006 | Step Up                                          | Camille Gage                  | Papel secundario |
| 2006 | Holly Hobbie and Friends: Surprise Party         | Holly Hobbie                  | Protagonista     |
| 2006 | Holly Hobbie and Friends: Christmas Wishes       | Holly Hobbie                  | Protagonista     |
| 2007 | Holly Hobbie and Friends: Secret Adventures      | Holly Hobbie                  | Protagonista     |
| 2008 | Alice al revés                                   | Alice McKinley                | Protagonista     |
| 2008 | Camp Rock                                        | Caitlyn Gellar                | Papel principal  |
| 2010 | Camp Rock 2: The Final Jam                       | Caitlyn Gellar                | Papel principal  |
| 2010 | Kung Fu Magoo                                    | Lorelei Tan Gu (voz)          | Papel principal  |
| 2010 | Step Up 3D                                       | Camille Gage                  | Papel principal  |
| 2011 | The Little Engine That Could                     | The Little Engine (voz)       | Papel principal  |
| 2011 | Phineas y Ferb: A través de la segunda dimensión | Isabella García-Shapiro (voz) | Papel principal  |
| 2013 | The A-List Movie                                 | Lacey                         | Papel principal  |
| 2013 | The Call                                         | Brook                         | Papel secundario |
| 2014 | Hoovey                                           | Jen Elliott                   |                  |
| 2014 | A Diva in New York                               | Miley Petter                  |                  |
| 2014 | Step Up: All In                                  | Camille Gage                  | Papel principal  |
| 2015 | Summer Forever Movie                             | Liv                           | Protagonista     |

### Televisión
| Año       | Título                                                  | Rol                                         | Notas                                                   |
| --------- | ------------------------------------------------------- | ------------------------------------------- | ------------------------------------------------------- |
| 2002—2007 | Mike's Super Short Show                                 | Sally                                       | Papel principal (25 episodios)                          |
| 2004      | Drake & Josh                                            | Wendy                                       | Estrella invitada, episodio: "Number One Fan"           |
| 2004      | I'm with Her                                            | Dylan Cassidy                               | Episodio: "The Kid Stays in the Picture"                |
| 2005—2007 | The Suite Life of Zack & Cody                           | Max                                         | Papel recurrente, 6 episodios                           |
| 2005—2007 | That's So Raven                                         | Allison "Ally" Parker                       | Episodio: "Goin' Hollywood"                             |
| 2005—2007 | Lilo & Stitch: The Series                               | Victoria (voz)                              | Personaje recurrente                                    |
| 2006      | W.I.T.C.H.                                              | Lillian Hale (voz)                          | Personaje recurrente, 4 episodios                       |
| 2006      | Joey                                                    | Kaley                                       | Episodio: "Joey and the Critic"                         |
| 2007      | The Naked Brothers Band                                 | Ella misma                                  | Invitada                                                |
| 2007—2015 | Phineas and Ferb                                        | Isabella García-Shapiro (voz)               | Coprotagonista, serie de televisión de Disney Channel   |
| 2010      | Dr. House                                               | Della                                       | Temporada 7, Episodio 2: "Selfish"                      |
| 2011—2021 | Young Justice                                           | Batgirl (voz)                               | Elenco principal, 15 episodios, serie de TV             |
| 2013      | The Legend of Korra                                     | Opal (voz)                                  | Invitada, serie de TV Nickelodeon                       |
| 2016—2019 | La Ley de Milo Murphy                                   | Kris, Lydia e Isabella García-Shapiro (voz) | Invitada, 11 episodios, serie de TV Disney Channel      |
| 2017—2022 | Pete The Cat                                            | Callie (voz)                                | Elenco principal 41 episodios, serie de TV              |
| 2019      | Lego DC: Batman - La Bat-familia importa                | Barbara Gordon/Batgirl (voz)                | Elenco principal, película animada                      |
| 2019—2023 | The Loud House                                          | Caitlin/Roxy/Toy store toddler (voz)        | Elenco recurrente 10 episodios, serie de TV Nickelodeon |
| 2020      | Phineas y Ferb, la película: Candace contra el universo | Isabella García-Shapiro (voz)               | Elenco principal, película animada Disney Channel       |
| 2022      | The Guardians of Justice                                | Monica                                      | Elenco recurrente 7 episodios, serie de TV              |
| 2022—2023 | Hamster y Gretel                                        | Lauren/The Destructress (voz)               | Elenco recurrente 5 episodios, serie de TV              |

### Videojuegos
- 2007: Kingdom Hearts Re: Chain of Memories como Kairi (voz)
- 2009: Kingdom Hearts 358/2 Days como Xion (voz)
- 2011: Phineas and Ferb: Across the 2nd Dimension (video game) como Isabella García-Shapiro
- 2019: Kingdom Hearts III como Kairi y Xion (voz)[10]

## Discografía

### EP
2011Beat the System

## Música
| Año         | Título                                  | Notas                             |
| ----------- | --------------------------------------- | --------------------------------- |
| 2005        | "Baby It's you"                         | Versión de JoJo                   |
| 2007        | "S'Winter"                              | Phineas y Ferb                    |
| 2007        | "In The Mall"                           | Phineas y Ferb                    |
| 2007        | "The Ballad of Badbeard"                | Phineas y Ferb                    |
| 2008        | "Lost & Found"                          | Alice Upside Down OST             |
| 2008        | "Free Spirit"                           | Alice Upside Down OST             |
| 2008        | "We Rock"                               | Camp Rock                         |
| 2008        | "Our Time Is Here"                      | Camp Rock                         |
| 2008        | "Live To Party"                         | Jonas Brothers: Living the Dream  |
| 2009        | "Dancin' in the Moonlight"              | Space Buddies OST                 |
| 2009        | "Fly Away Home"                         | Tinker Bell and the Lost Treasure |
| 2009        | "The Fireside Girls"                    | Phineas y Ferb                    |
| 2009        | "Where Did We Go Wrong"                 | Phineas y Ferb                    |
| 2009        | "Danville is Very Nice"                 | Phineas y Ferb                    |
| 2009        | "Wedding Adventure"                     | Phineas y Ferb                    |
| 2009        | "Yellow Sidewalk"                       | Phineas y Ferb                    |
| 2010        | "What I've Been Looking For"            | Disneymania 7                     |
| 2010        | "Flying Forward"                        | We & Me                           |
| 2010        | "Make History"                          | We & Me                           |
| 2010        | "City of Love"                          | Phineas y Ferb                    |
| 2010        | "Summer Belongs To You!"                | Phineas y Ferb                    |
| 2010        | "Let it Snow, Let it Snow, Let it Snow" | Phineas y Ferb                    |
| 2010        | "We Wish You a Merry Christmas"         | Phineas y Ferb                    |
| 2010        | "The 12 Days of Christmas"              | Phineas y Ferb                    |
| 2010        | "Whatcha Doin?"                         | Phineas y Ferb                    |
| 2010        | "Carpe Diem"                            | Phineas y Ferb                    |
| 2010        | "It's On"                               | Camp Rock 2: The Final Jam        |
| 2010        | "Can't Back Down"                       | Camp Rock 2: The Final Jam        |
| 2010        | "This is Our Song"                      | Camp Rock 2: The Final Jam        |
| 2011        | "Beat the System"                       | Beat The System (EP)              |
| 2011        | "Sweet"                                 | Beat The System (EP)              |
| 2011        | "Looking For Love"                      | Beat The System (EP)              |
| 2011        | "Almost Home"                           | Beat The System (EP)              |
| 2011        | "Hello Again"                           | Beat The System (EP)              |
| 2011        | "Love You Like A Love Song"             | Versión de Selena Gomez           |
| 2011        | "Pumped Up Kicks"                       | Versión de Foster the People      |
| 2011        | "Slow Dancing In A Burning Room"        | Versión de John Mayer             |
| 2011        | "With These Blueprints"                 | Phineas y Ferb                    |
| 2011        | "Ferb Latin"                            | Phineas y Ferb                    |
| 2012        |                                         |                                   |
| "Boyfriend" | Versión de Justin Bieber                |                                   |
| 2014        |                                         |                                   |
| "Maps"      | Versión de Maroon 5                     |                                   |

### Bandas sonoras
- 2010: Camp Rock 2: The Final Jam
- 2009: Space Buddies[12]
- 2008: Camp Rock
- 2008: Alice Upside Down Soundtrack: Lost and Found
- 2008: Jonas Brothers: Living the Dream
- 2007: Phineas y Ferb

## Premios y nominaciones
| Premios | Premios   | Premios             | Premios                                                                                           | Premios                         |
| Año     | Resultado | Premio              | Categoría                                                                                         | Trabajo nominado                |
| ------- | --------- | ------------------- | ------------------------------------------------------------------------------------------------- | ------------------------------- |
| 2004    | Nominada  | Young Artist Awards | Mejor actuación en un largometraje: Actriz joven de 10 años o menos                               | Cheaper by the Dozen            |
| 2004    | Ganadora  | Young Artist Awards | Mejor elenco joven en un largometraje                                                             | Cheaper by the Dozen            |
| 2006    | Nominada  | Young Artist Awards | Mejor actuación en un largometraje: Elenco joven                                                  | Cheaper By the Dozen 2          |
| 2007    | Nominada  | Young Artist Awards | Mejor actuación en un largometraje: Actriz de soporte joven                                       | Step Up                         |
| 2007    | Nominada  | Young Artist Awards | Mejor actuación en una serie de televisión (Comedia o drama): Actriz joven como estrella invitada | The Suite Life of Zack and Cody |
| 2008    | Nominada  | Young Artist Awards | Mejor actuación en una serie de televisión: Actriz joven recurrente                               | The Suite Life of Zack and Cody |